# Givotia
Givotia é um género botânico pertencente à família Euphorbiaceae.

## Espécies
- Givotia gosai
- Givotia madagascariensis
- Givotia moluccana
- Givotia rottleriformis
- Givotia stipularis